# IC 1679
IC 1679 — галактика типу S? (спіральна галактика) у сузір'ї Риби.
Цей об'єкт міститься в оригінальній редакції індексного каталогу.